# 埃爾溫·耶內克
埃爾溫·耶內克（德語：Erwin Jaenecke，1890年4月22日—1960年7月3日），二戰期間納粹德國國防軍大將，曾指揮第17軍團。

## 生平

### 早年
耶內克早年生于普鲁士王国汉诺威省弗雷伦，后畢業於萊爾的中学，然後於1911年3月27日加入明登的普魯士陸軍漢諾威先鋒營第10營，擔任少尉。1911年10月1日至1912年7月30日，他被派往漢諾威戰爭學校。回國后，他於1912年8月18日晉陞為中尉。因此在第一次世界大戰爆發后，他被動員并归属第2連。從1915年7月23日起，他擔任第5連的指揮官，於1916年1月27日晉升為少尉，並於1916年3月3日被任命為該營的副官。10月23日，他恢復了對第5連的指揮，並於1917年12月9日被調到第19步兵師擔任軍官。與此同時，從13年5月24日至1918年6月24日，他被分配到第26漢諾威野戰炮兵團。從1918年8月29日起，他擔任第26步兵師參謀部第二總參謀長。

### 魏瑪共和國
複員后，他於1919年1月7日短暫加入自由軍團，后於2月20日被命令到總參謀部，6個月後被轉移到威玛國防軍第30步兵團。不久之後，1919年10月6日，他被調到明斯特的奧斯卡·馮·瓦特將軍領導的國防軍第6司令部參謀部。1920年春魯爾起義被鎮壓后，瓦特被解僱，他於1920年秋天加入第6師擔任助理軍官。1921年，耶內克被調到第9（普魯士）騎兵團，並於1922年5月1日晉陞為上尉。隨後耶內克在德國國防軍部工作，並在第2軍團司令部和情報部門擔任參謀職務。1925年，他被調往柯尼斯堡，兩年後，他被任命為第1先鋒營第4連的指揮官。1931年10月1日，他晉陞為第2（普魯士）騎兵團少校。從1932年9月開始，他在柏林戰爭學院開設課程，該學院的活動一直對公眾保密，直到國防軍重新武裝開始。

### 二战时期
作為禿鷹軍團的一員參加了西班牙內戰。1937年4月26日，耶內克參與了格爾尼卡轟炸。爆炸發生後，他在報告中說：
|  | 就其本身而言，格爾尼卡對德國空軍來說是一次徹底的成功。 |

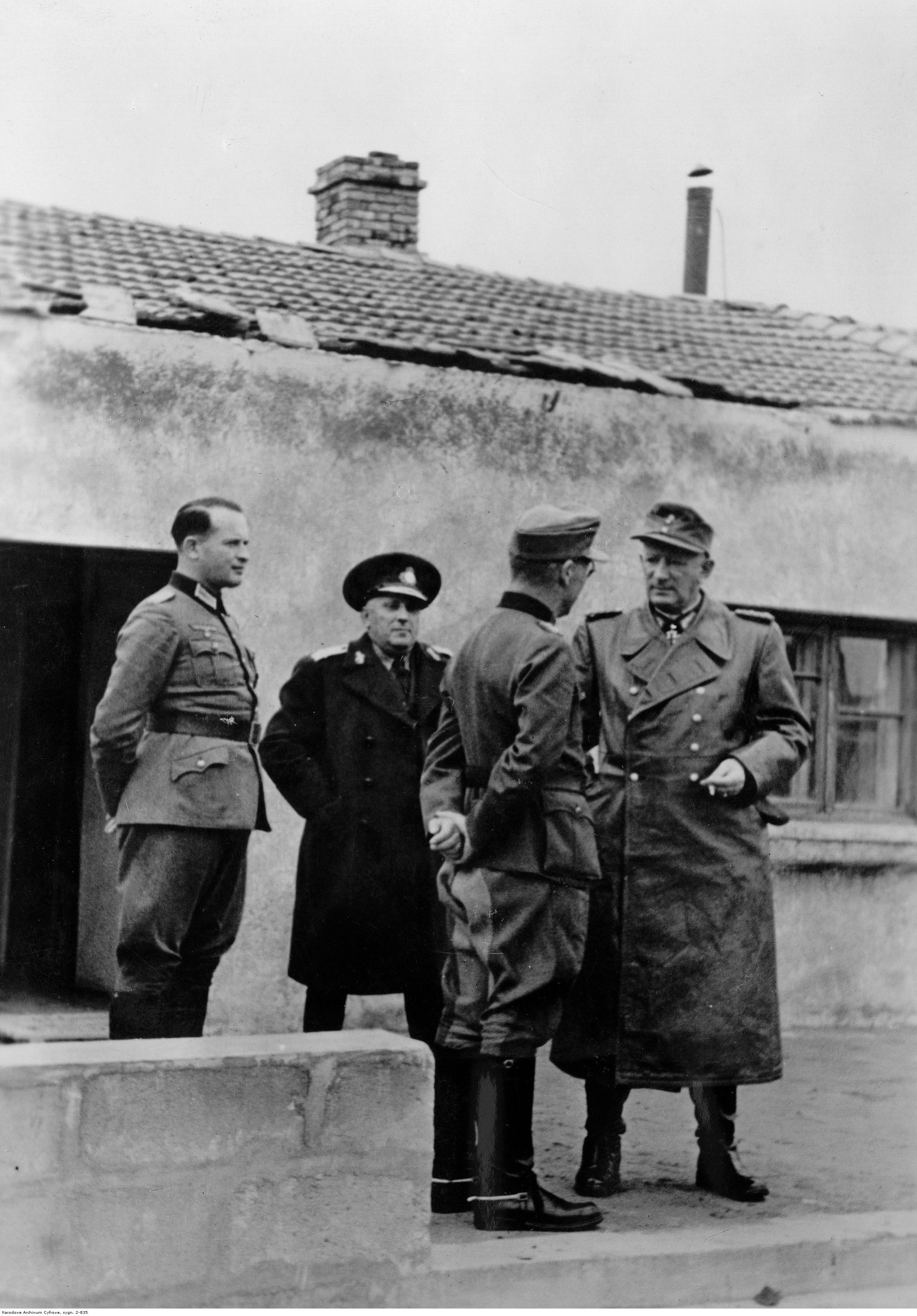
1944年1月刻赤半島，埃爾溫·耶內克與卡爾·奧爾門丁格（Karl Allmendinger）和科內柳·特奧多里尼 （Cornelius Teodorini）

埃爾溫·耶內克在東線服役，擔任第389步兵師和後來的第4軍的指揮官。1942年11月1日至1943年1月22日，耶內克擔任第4軍司令。1942年12月1日，他晉陞為將軍。耶內克接替了維克托·馮·施韋德勒將軍，後者在短時間內被調到元首預備隊。1942年11月底，耶內克以以下命令回應了紅軍在包圍圈中的無情推進和日益崩潰的德國防線：
|  | 隨著11月22日至23日夜間天黑的到來，軍團应與第29步兵師一起轉移到馬里諾夫卡-西本科-埃爾契-伏爾加河一線。首先在切爾夫倫納亞以西，在維帕斯諾伊兩側的一條線上；所有營地、部隊設施和設備都應立即推到命令的線后，無法再打撈的貨物將被銷毀。 |

由於他以前的參謀職能，耶內克在軍隊的後勤和軍事供應方面擁有豐富的經驗。因此他認為通過史達林格勒的空军供應是不切實際的。希特勒参照的是第一次世界大戰的卡尔·利茨曼將軍，他在洛維茨包围战中成功逃脱。在史達林格勒，計劃是將擁有最後燃料儲備的坦克用作推力楔子，並通過蘇聯陣地以狹窄的防線滲透步兵。根據他的計算，大約1/3的被困士兵將成功和包圍圈外的德軍汇合。
第6集团军司令弗里德里希·保卢斯與耶內克有著友好的關係，但是他無法做出決定，這越來越多地導致了衝突。據說耶內克曾多次大力敦促保卢斯最終採取行動：
|  | 把你的收音機放在一起，你自己行動。你必須成為史達林格勒的獅子。與這麼多士兵的生命相比，你自己的頭一文不值。 |

他在斯大林格勒戰役中受傷，並作為最後的高級軍官之一被空运出去。
1943年4月，他指揮第82軍，並從6月25日起指揮第17軍團，駐紮在高加索地區，後來又負責指揮克里米亞半島。1944年4月29日，雅內克在貝希特斯加登與阿道夫·希特勒會面時堅持應該撤離塞瓦斯托波爾，以便拯救他的235,000名士兵。在返回前線的航班上，他在罗马尼亚加拉茨被攔下並接受軍事法庭審判。他應該對克里米亞的損失負責。海因茨·古德里安被任命為該案的特別調查員。古德里安進展緩慢，最終耶內克於1944年6月被悄悄無罪釋放。耶內克於1945年1月31日被軍隊開除。

### 战后
1945年6月15日，他在巴伐利亞被蘇聯當局逮捕，並因其在軍隊中犯下的戰爭罪被判處25年苦役。1955年10月，在阿登納總理就德國戰俘遣返問題進行莫斯科談判后，耶內克被釋放出獄。
從囚禁中回來后，耶內克住在科隆的林登塔爾。1956年7月，他當選為德國武裝黨的第一任主席。他一直擔任這個職位，直到1959年6月因健康原因辭職，一年后病逝科隆。

### 文獻
- Scherzer, Veit.  [The Knight's Cross Bearers 1939–1945 The Holders of the Knight's Cross of the Iron Cross 1939 by Army, Air Force, Navy, Waffen-SS, Volkssturm and Allied Forces with Germany According to the Documents of the Federal Archives]. Jena, Germany: Scherzers Militaer-Verlag. 2007. ISBN 978-3-938845-17-2 （German）.

| 军职                              | 军职                                         | 军职                           |
| --------------------------------- | -------------------------------------------- | ------------------------------ |
| 前任： 無                         | 第389步兵師師長 1942年2月1日 – 1942年11月1日 | 繼任： 艾里希·馬格努斯少將     |
| 前任： 維克多·馮·施韋德勒砲兵上將 | 第4軍軍長 1942年11月1日 - 1943年1月17日      | 繼任： 馬克斯·佩珀砲兵上將     |
| 前任： 厄內斯特·德納爾步兵上將    | 第82軍軍長 1943年4月1日 - 1943年6月1日       | 繼任： 厄內斯特·德納爾步兵上將 |
| 前任： 理查德·魯奧夫大將          | 第17軍團司令 1943年6月25日 – 1944年3月1日    | 繼任： 費迪南·舍爾納元帥       |
| 前任： 費迪南·舍爾納元帥          | 第17軍團司令 1944年4月1日 – 1944年4月28日    | 繼任： 卡爾·奧爾門丁格中將     |